# Kōstas Miamīliōtīs
Kōnstantinos Miamīliōtīs, detto anche Kōstas (in greco: Κωνσταντίνος "Kώστας" Μιαμηλιώτης; Nicosia, 1º agosto 1960), è un ex calciatore cipriota, di ruolo difensore.

## Carriera

### Club
Ha sempre giocato nel campionato cipriota, disputando 11 stagioni con l'APOEL e 2 con il  Pezoporikos Larnaca.

### Nazionale
Ha collezionato 37 presenze con la nazionale cipriota tra il 1981 e il 1990.